# Atlético Clube da Malveira
El Atlético Clube da Malveira es un equipo de fútbol de Portugal que juega en la Liga Regional de Lisboa, una de las ligas regionales que conforman la cuarta división de fútbol en el país.

## Historia
Fue fundado en el año 1940 en la localidad de Malveira en el consejo de Mafra del distrito de Lisboa y es conocido por estar entre las ligas regionales y la desaparecida Tercera División de Portugal a lo largo de su historia.
Su principal logro ha sido lograr el ascenso al Campeonato Nacional de Seniores para la temporada 2014/15, estando de nuevo en competiciones nacionales y ha estado en varias ocasiones en la Copa de Portugal.

## Palmarés
- Liga Regional de Lisboa: 2

1995/96, 2013/14

## Entrenadores

### Entrenadores destacados
- António Veloso (2006/07)

## Expresidentes
- José Pinheiro
- Júlio Machado
- Manuel Luís
- José Brito
- Luís Marcelino
- Nelson Picarete
- Ernesto Ramalheiro
- Henrique Ribeiro